# Transalquilació
La transalquilació és una reacció química de transferència d'un grup alquil d'un compost orgànic a un altre. Se solen utilitzar catalitzadors de zeolita. Aquesta reacció és d'ús extensiu en la indústria petroquímica per fabricar p-xilè, estirè i altres compostos aromàtics.